# Nayib Bukele
Nayib Armando Bukele Ortez (San Salvador, 24 de julho de 1981) é um político e empresário salvadorenho filiado ao partido populista de direita Novas Ideias, que serve atualmente como 43º presidente de El Salvador desde 1.º de junho de 2019.
Anteriormente foi eleito prefeito de Nuevo Cuscatlán em 11 de março de 2012 e, posteriormente, de San Salvador em 1 de março de 2015, ambos cargos sob a bandeira da Frente Farabundo Martí de Libertação Nacional (FMLN). Nas eleições presidenciais de 2019, Bukele participou com o partido Grande Aliança pela Unidade Nacional e foi eleito Presidente da República por obter a maioria absoluta com (53,10%), sem necessidade de segundo turno. Ele é o primeiro presidente desde José Napoleón Duarte que não representa nenhum dos dois maiores partidos do país, a FMLN ou a Aliança Republicana Nacionalista (ARENA).
Em setembro de 2019, Bukele criou a Comissão Internacional contra a Impunidade em El Salvador (CICIES), antes de completar 100 dias de governo. Dois meses depois, ele toma a decisão de expulsar do país a diplomacia venezuelana do regime de Nicolás Maduro. O sucesso sem precedentes do Plano de Controle Territorial, assim como a luta frontal contra a corrupção, permitem criar condições nos primeiros meses para a obtenção de acordos importantes com o México e os Estados Unidos em matéria de imigração. No entanto, algumas das medidas implementadas para combater as estruturas de gangues, os regimes de emergência decretados dentro das prisões e a política de tolerância zero contra o crime geraram críticas de organizações de direitos humanos. Apesar de sua alta popularidade, os abusos de direitos humanos e medidas de seu governo contra o Judiciário e a imprensa levaram a críticas, com Bukele sendo acusado de nepotismo e de tentar controlar os três poderes para consolidar um regime autoritário.
Em fevereiro de 2020, Bukele foi à Assembleia Legislativa exigir recursos para a continuidade do Plano de Controle Territorial, que em poucos meses havia alcançado resultados inéditos. O ato cria um confronto entre os poderes Executivo e Legislativo e a oposição política decide criar comissões especiais e questionar funcionários do gabinete de segurança.

## Biografia

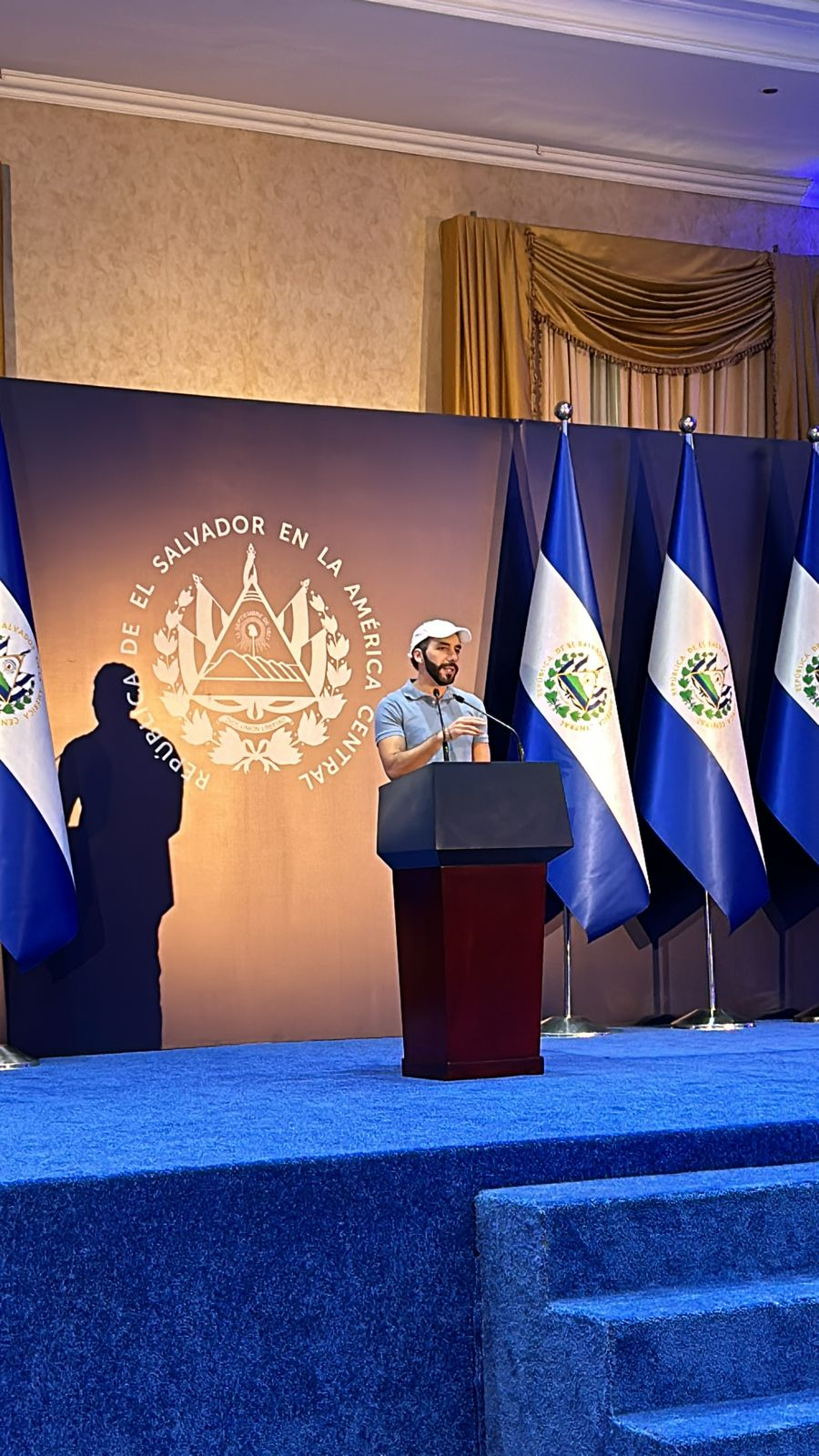
Nayib Bukele discursando

Nayib Bukele nasceu em San Salvador, em 24 de julho de 1981. Filho do engenheiro químico Armando Bukele Kattán, de origem palestina cristã e convertido à religião muçulmana, e de Olga Marina Ortez de religião católica. Sua família paterna, originária de Belém e Jerusalém, emigrou para El Salvador no início do século XX com passaporte otomano. Seu pai, um importante imã em San Salvador, fundou algumas das primeiras mesquitas da América Latina.
Aos 18 anos fundou a discoteca Code, depois começou a trabalhar na agência de publicidade Obermet, de propriedade de seu pai, que em 2006 passaria a se chamar Nölck e, em 2011, 4am Saatchi & Saatchi; Nessas empresas, ele atuou como diretor-presidente. Estas empresas de publicidade foram responsáveis, durante doze anos, pela gestão da publicidade da Frente Farabundo Martí de Libertação Nacional (FMLN). Foi presidente da distribuidora Yamaha Motors El Salvador, representante em El Salvador da fabricante de motocicletas Yamaha. Começou a carreira em Ciências Jurídicas na Universidade Centro-Americana José Simeón Cañas, mas não concluiu os estudos. Em 5 de fevereiro de 2024, com 70,25% das urnas apuradas, Bukele foi reeleito para o cargo de presidente com o apoio de 83,14% do eleitorado salvadorenho, ou 1.662.313 votos.

## Prefeito de Nuevo Cuscatlán (2012-2015)
Em 11 de março de 2012, foi eleito em representação da coalizão entre a FMLN com 2.754 votos (49,72%) e o CD 108 votos (1,95%), obtendo um total de 2.862 votos (50,68%), arrebatando a prefeitura de Partido da Aliança Republicana Nacionalista (ARENA) que obteve 2.585 votos (46,67%). Ele assumiu o cargo em 1 de maio de 2012.
Desde o início de sua gestão, Bukele marcou diferenças em relação às administrações anteriores e à forma tradicional de exercer a política em El Salvador.
Ele doou seu salário como prefeito para financiar bolsas de estudo; Ele não demitiu nenhum trabalhador do município, apesar de a maioria pertencer a outras bandeiras políticas, e aumentou-lhes o salário. Concentrou suas ações na melhoria do acesso à educação, saúde de qualidade, moradia digna, água potável, entre outros temas; e buscou dinamizar a economia do município, promovendo o turismo local e melhorando a infraestrutura pública.
Bukele considerou que Nuevo Cuscatlán estava se expandindo com os avanços de San Salvador, a capital, mas que isso era um benefício e uma ameaça ao mesmo tempo. Ele destacou que o município estava dividido em dois mundos (o da classe residencial ou média alta e o dos cantões ou dos habitantes com menos recursos), e que devido à mesma dinâmica da economia, o primeiro privava o segundo do ecossistema de recursos ao seu alcance.
Por isso, iniciou seu mandato com a criação de diversos programas sociais e posteriormente propôs um plano de investimento de longo prazo para o município.
Com dois anos de mandato, Bukele havia conseguido executar diversas obras em benefício da população, o que lhe valeu reconhecimento internacional.
Em novembro de 2014, ele foi convidado à ONU para falar sobre como havia conseguido transformar em tão pouco tempo um município cafeicultor que durante décadas estava abandonado.
“Nuevo Cuscatlán é a história da humanidade e como nós, como seres humanos, temos a capacidade de construir em vez de destruir”.— disse Bukele perante representantes de diversos países que participavam de um fórum de discussão sobre agendas urbanas para a construção sustentável de cidades.
Nesse espaço, foram destacados programas como bolsas universitárias para todos os jovens do município e seu envolvimento em projetos que ajudem a melhorar as condições de suas comunidades; a entrega mensal de uma cesta básica para idosos; a promoção do empreendedorismo feminino através da NUCU (Uma marca de artesanato de Nuevo Cuscatlán, criada para mulheres artesãs), um espaço para comercializar e exportar artesanato; e as obras de infraestrutura que melhoraram os espaços públicos e conectaram ainda mais o município aos grandes centros do país.
Além disso, em sua gestão, ele criou um sistema de água potável para atender gratuitamente os moradores com menos recursos.
Ele remodelou o centro comunitário do município e construiu a primeira Biblioteca Municipal e a Plaza Nuevo Cuscatlán.
Forneceu casas decentes para famílias de comunidades vulneráveis com o apoio de ONGs e empresas locais.
Ele construiu uma avenida que facilitou a ligação entre os municípios Huizúcar e Antiguo Cuscatlán, ambos em expansão, contribuindo paralelamente para o desenvolvimento de Nuevo Cuscatlán.
E também promoveu a participação de jovens em projetos científicos e tecnológicos como o Esfera PM, com o qual foram captadas imagens da curvatura da Terra do espaço, a uma altura de 30 mil metros à noite. Bukele acreditava que esse tipo de atividade mantinha os jovens longe da violência.
Antes de iniciar sua campanha para prefeito da capital, Bukele defendeu Michelle Sol para continuar à frente de Nuevo Cuscatlán. Sol ganhou a eleição em 2015 e durante seu mandato manteve as premissas e programas sociais implementados por Nayib Bukele.
Os avanços de ambas as administrações foram reconhecidos em 2016 pelo Poder Legislativo que, com o voto de todas as forças políticas presentes, concedeu o Título de Cidade ao município de Nuevo Cuscatlán.

## Prefeito de San Salvador (2015-2018)

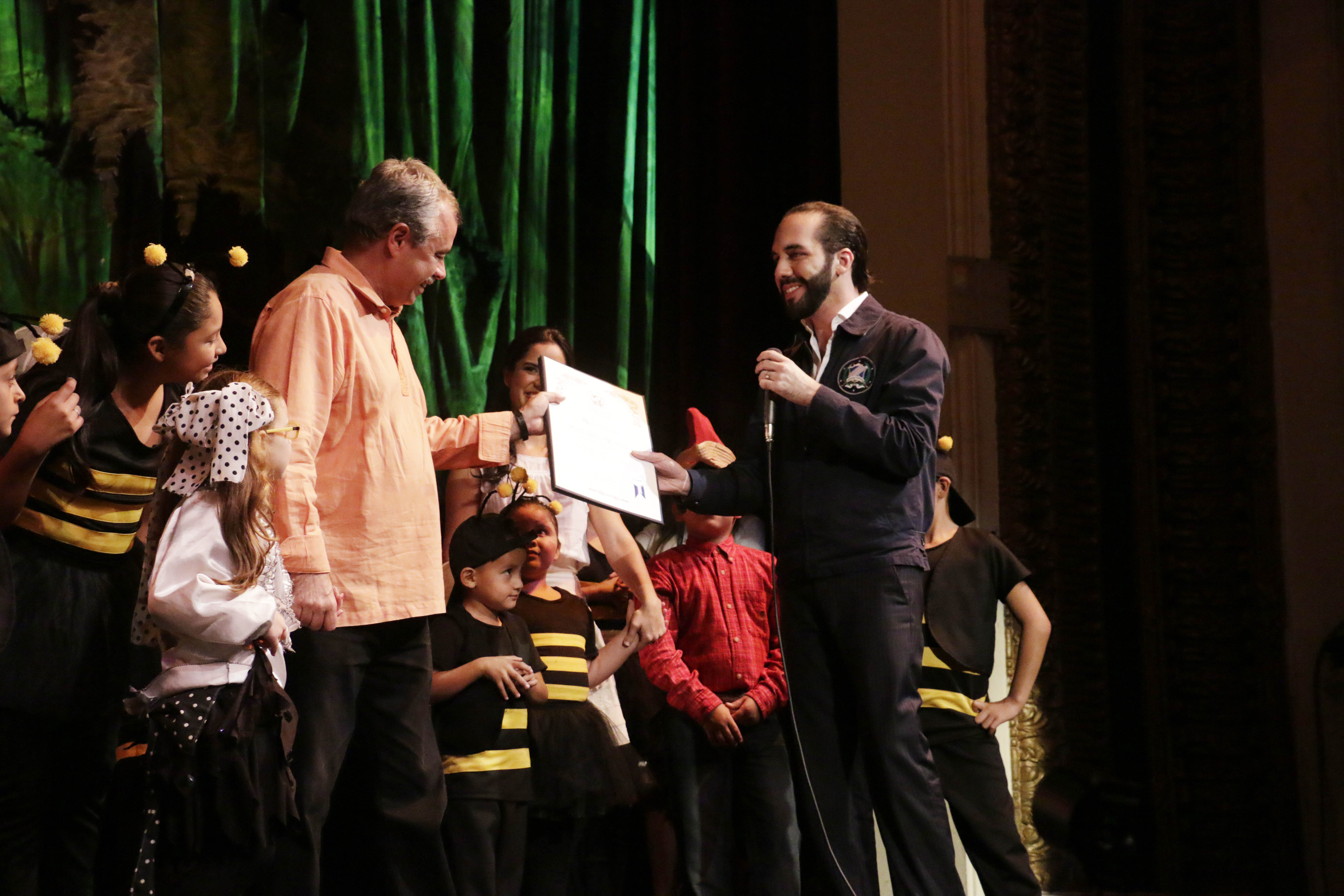
Nayib Bukele na estreia da Companhia de Teatro Infantil La Colmenita de El Salvador

Nas eleições municipais de 2015, tornou-se prefeito de San Salvador, representando uma coalizão entre o FMLN com 85.789 votos (48,47%) e o Partido Progressista Salvadorenho (PSP) 3.375 votos (1,91%), obtendo um total de 89.164 votos (50,37%). Seu principal candidato, o empresário e ex-parlamentar Edwin Zamora, do partido ARENA, obteve 82.288 votos (46,49%). A ARENA estava encarregada do gabinete do prefeito há seis anos, sob a liderança de Norman Quijano. Bukele assumiu o cargo em 1 de maio de 2015.

### Revitalização do Centro Histórico
A transformação do centro histórico de San Salvador se tornou o cartão de visita do novo prefeito de San Salvador. Tanto a mídia quanto a população da capital reconheceram, desde o início, as mudanças vividas. Bukele implementou um plano abrangente que começou com a realocação de vendedores ambulantes. Eles viram com bons olhos as propostas do prefeito da capital. Ele construiu o Mercado Cuscatlán e a primeira Biblioteca Municipal da história de San Salvador.
Assinou um acordo de cooperação com o então Ministério da Cultura da Presidência da República para restaurar e preservar os monumentos históricos da capital. Os monumentos também foram iluminados. Remodelou totalmente e inaugurou a nova Plaza Gerardo Barrios e o novo Parque Lineal. Foram cerca de 6 milhões de dólares investidos pelo prefeito de San Salvador apenas na revitalização do centro.

### Uma obra por dia
Durante a entrega dos primeiros 14 projetos para San Salvador em julho de 2015, Bukele anunciou seu programa “uma obra por dia”. O novo prefeito estabeleceu a meta de 1.000 projetos a serem desenvolvidos ao longo de sua gestão.
Apenas três meses depois, em outubro do mesmo ano, o município da capital havia executado 124 projetos, com um investimento de 6,5 milhões de dólares e em benefício de 134 mil habitantes da capital. Até janeiro de 2016, o programa alcançou 200 projetos e um investimento acumulado de 9 milhões de dólares. Como forma de tornar a implantação do programa transparente, a prefeitura de Bukele criou o site unaobraxdia.com. Além das imagens de cada projeto, o site exibe o nome da comunidade beneficiária, o distrito, o valor investido, a unidade institucional responsável, a fonte de financiamento, o número de beneficiários, os funcionários diretos e indiretos criados e o período de execução.

### Outras ações
Desde o primeiro dia, Bukele começou a trabalhar e se diferenciar mais uma vez das formas tradicionais de governar. Como fez em Nuevo Cuscatlán, ele renunciou a seu salário e diárias como prefeito de San Salvador.
No mesmo dia em que tomou posse, ordenou a limpeza das ruas após as manifestações do Dia do Trabalho e, com os votos unânimes da Câmara Municipal, devolveu os nomes originais a duas ruas da capital. Uma das estradas havia sido nomeada pelo governo anterior, presidido por Norman Quijano, como rua “Prefeito Roberto d'Aubuisson” em homenagem ao fundador do partido de direita ARENA. O ex-militar é identificado como o líder dos esquadrões da morte e idealizador do assassinato do arcebispo Óscar Arnulfo Romero, hoje santo.
Para garantir a segurança da capital e o uso dos novos espaços, a prefeitura de Bukele executou o projeto “San Salvador iluminado” para substituir lâmpadas de mercúrio por luminárias de LED em diferentes comunidades da capital. Durante sua gestão, Bukele também se preocupou com o respeito à vida animal e em junho de 2015 apresentou uma proposta de portaria municipal proibindo a venda ilegal de animais e a detenção de animais silvestres.

### Posicionamento internacional
Como prefeito de San Salvador, Bukele também buscou cooperação internacional para melhorar as condições em San Salvador. Ele assinou um acordo de geminação com o prefeito do Panamá para compartilhar experiências e projetos em benefício de ambas as capitais.
Assinou um acordo com a Liga de Futebol Profissional Espanhola (LFP) para a promoção do esporte nas comunidades mais vulneráveis afetadas pela violência.
Em setembro de 2016, Bukele visitou Washington D.C., onde se reuniu com a prefeita da capital norte-americana, Muriel Bowser, para implementar projetos conjuntos. Na mesma viagem aos Estados Unidos, ele recebeu as chaves da cidade de Gaithersburg, em Maryland, e da cidade denominou o dia 11 de setembro como "Dia do prefeito Nayib Bukele".

### Afastamento e expulsão da FMLN

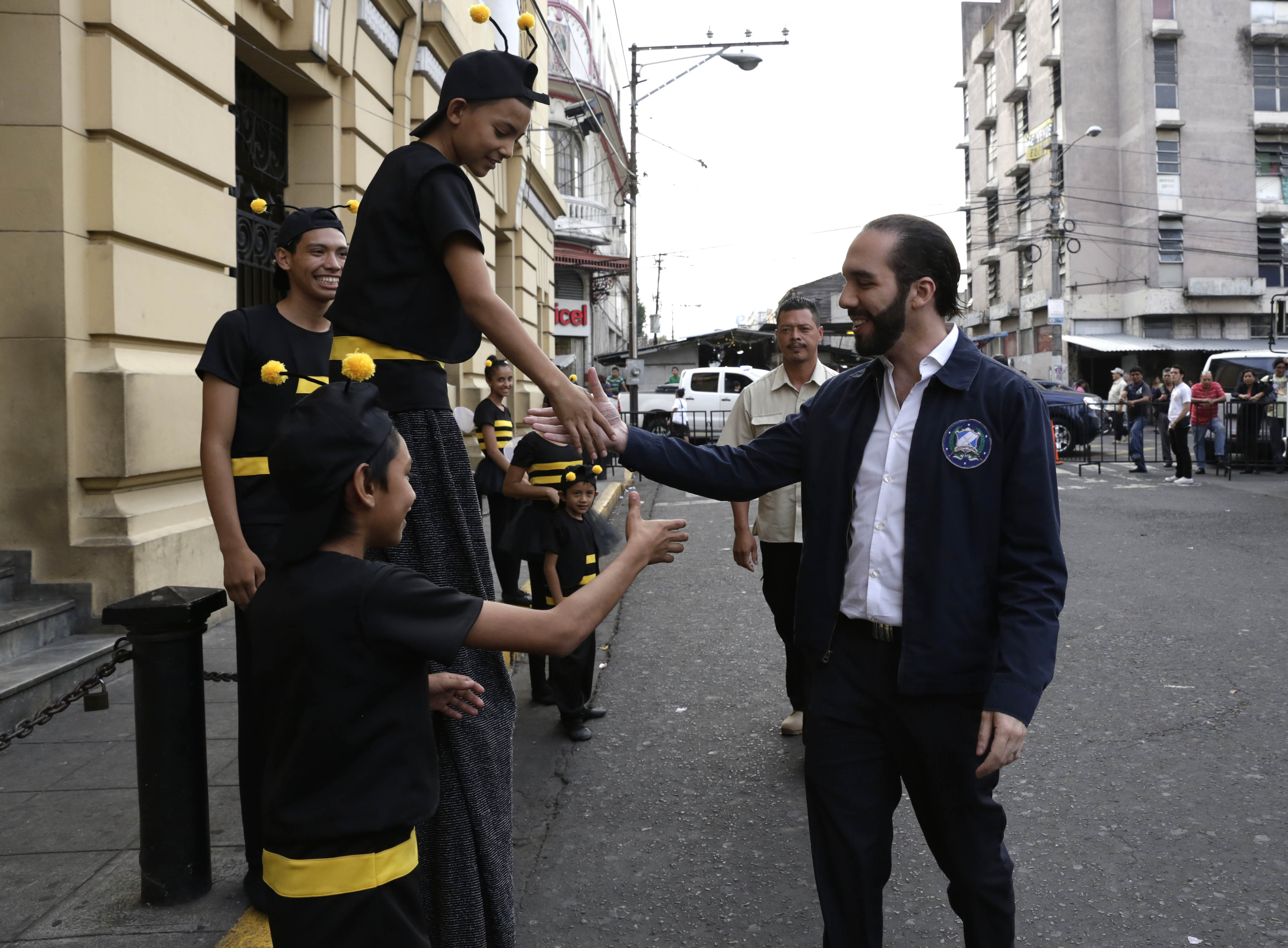
Bukele se distanciou da FMLN quando era prefeito de San Salvador.

Em seus anos como prefeito, Bukele não hesitou em questionar os esforços de dirigentes de seu próprio partido à frente de instituições destinadas a melhorar o acesso à água ou a promover a sustentabilidade ambiental. Também criticou a primeira gestão presidencial que a FMLN conseguiu levar ao poder naquela época, com Mauricio Funes no comando. Bukele reconheceu que Funes trouxe para o debate a questão do investimento social, mas que isso não se traduziu em mudanças estruturais ou benefícios reais para a população. Alguns líderes da FMLN mostraram-se céticos em relação às suas críticas; contudo, recebeu apoio para concorrer à prefeitura de San Salvador. Todavia, no final de 2016, a direção efemelenista considerou que Bukele deveria continuar mais um período à frente da prefeitura da capital, e assim eliminou suas chances de concorrer à presidência da república por este partido, nas eleições de 2019. Em 2017, a relação tensa entre Bukele e a FMLN, fez com que o partido de esquerda escolhesse Jackeline Rivera como substituta, na candidatura à prefeitura de San Salvador.
Em 10 de outubro de 2017, após liderar uma disputa polêmica dentro do partido, Bukele foi expulso da FMLN pelo seu Tribunal de Ética, acusado de "violar a carta de princípios, objetivos, estatutos, regulamentos e outras normas" do partido, promovendo "divisão interna com argumentos de conduta personalista", praticando "atos difamatórios" contra a FMLN, atacando e criticando duramente o chefe do partido, Salvador Sánchez Cerén, e por supostas agressões verbais e físicas contra a então administradora municipal, Xóchitl Marchelli, que afirmou que o prefeito, após reunião do conselho municipal em 6 de setembro, a chamou de "maldita traidora" e "bruxa" e teria atirado uma maçã em seu rosto, porque Marchelli e os demais vereadores da FMLN teriam supostamente conspirado com a ARENA para bloquear os projetos do prefeito. Bukele não compareceu à audiência marcada para 7 de outubro de 2017 pelo Tribunal de Ética da FMLN, argumentando que houve parcialidade a favor dos demandantes. Nas eleições legislativas de 2018, a FMLN foi destituída de parte considerável da sua base eleitoral, perdendo 20 municípios, incluindo San Salvador, e 8 assentos na Assembleia Legislativa. A FMLN reconheceu posteriormente, que as derrotas eleitorais se deveram em parte a este incidente.

## Candidatura presidencial

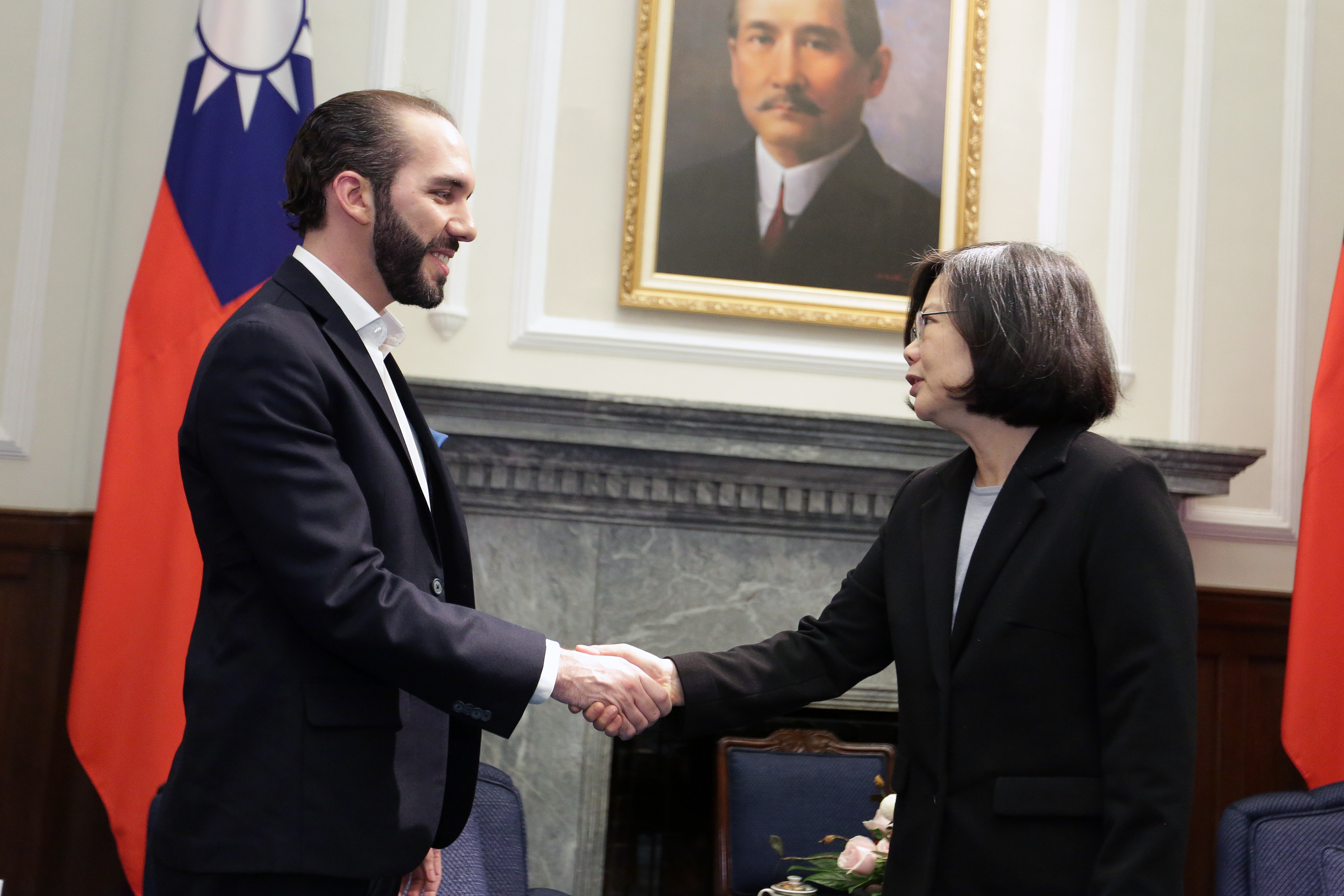
Encontro com Tsai Ing-wen, Presidente da República da China (Taiwan), em 2017.

### Criação do partido Nuevas Ideas
Em 25 de outubro de 2017, Bukele disse em uma transmissão ao vivo no Facebook que havia iniciado a formação do movimento Nuevas Ideas, que pretendia ser um partido político. Posteriormente, recolheu mais de 200 assinaturas para que o movimento se transformasse em partido.
Bukele denunciou "ser vítima do sistema" (Tribunal Supremo Eleitoral, Supremo Tribunal de Justiça, Procuradoria-Geral da República, Tribunal de Contas e partidos políticos tradicionais) e anunciou que processaria internacionalmente o Supremo Tribunal Eleitoral (TSE) se atrasassem o processo de inscrição do seu partido. Foi até 21 de agosto de 2018 que o TSE procedeu à constituir e posteriormente registrar o Nuevas Ideas como partido político.

### Aliança com o partido Cambio Democrático
Em 30 de junho de 2018, Bukele anunciou uma aliança com o instituto político de centro-esquerda Cambio Democrático (CD), para disputar a campanha presidencial de 2019. Diante disso, a Câmara Constitucional do Supremo Tribunal de Justiça conheceu de ação judicial movida em 2015 apelando ao cancelamento dos partidos do CD e do Partido Social Democrata (PSD). Em 10 de julho, a Câmara determinou que o TSE cumprisse o processo de desqualificação de ambas as partes. No dia 26 de julho, o TSE decidiu cancelar o partido do CD, decisão bastante polêmica, já que violou o artigo 47 da Lei dos Partidos Políticos, que estabelece:
 Na época, o CD contava com a representação do deputado Juan José Martel na Assembleia Legislativa.

### Registro na Grande Aliança pela Unidade Nacional
Em 26 de julho de 2018, Bukele anunciou na rede social Facebook que teria se inscrito como candidato a presidente de El Salvador pelo partido Gran Alianza por la Unidad Nacional (GANA) e que participaria das eleições internas que o instituto político faria no dia 29 de julho do mesmo ano, porque ele não tinha permissão com seu partido Nuevas Ideas. Nessas primárias internas, a fórmula Nayib Bukele e Félix Ulloa participaram contra Will Salgado ― que decidiu renunciar ao processo ― e o deputado Juan Carlos Mendoza, resultando no triunfo do primeiro com 91,14% dos votos, enquanto Salgado e Mendoza obtiveram 6,08%.

### Presidente eleito

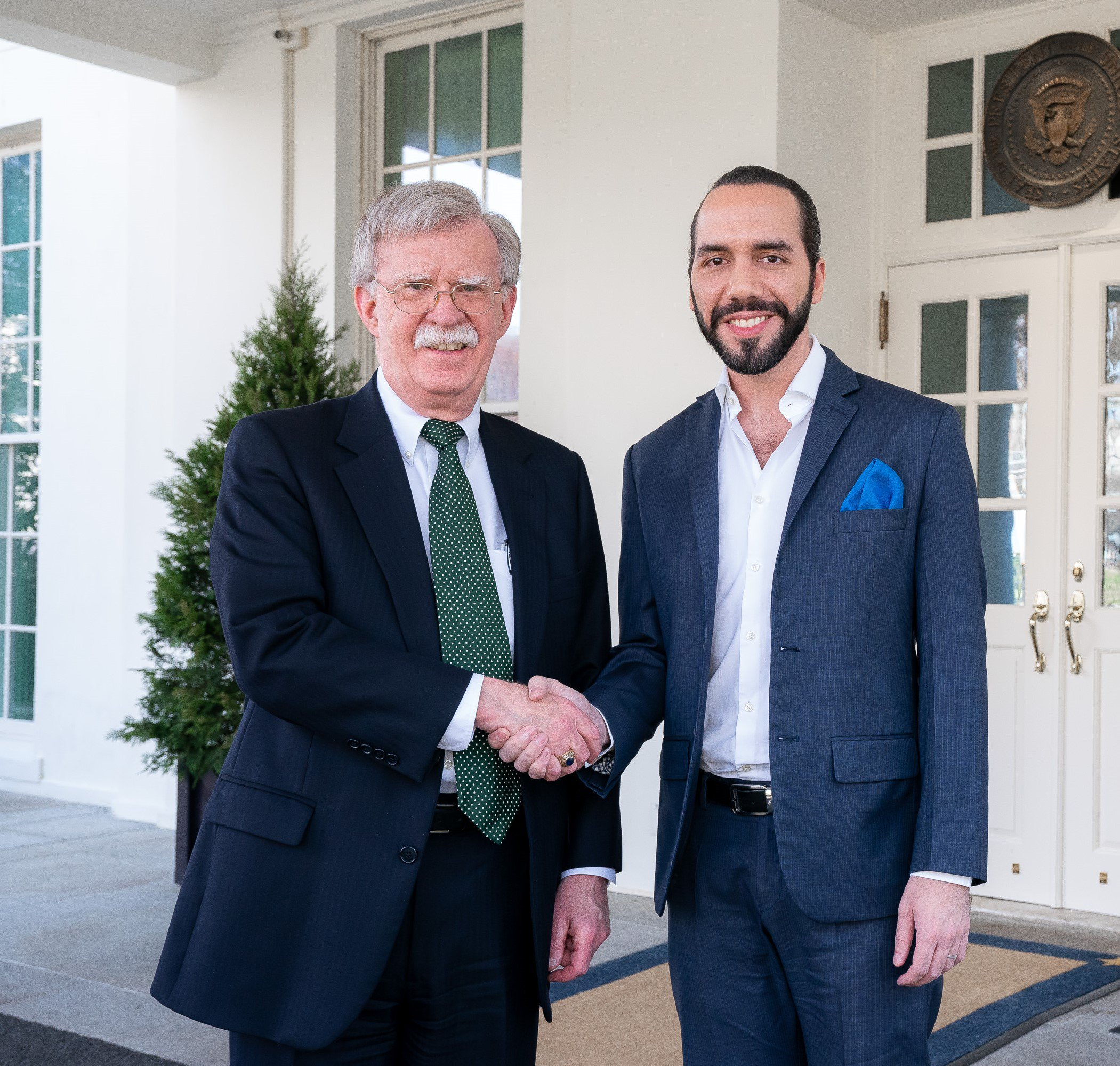
Bukele, quando era presidente eleito, com o Conselheiro de Segurança Nacional dos Estados Unidos, John Bolton, em 2019

Na eleição presidencial de 3 de fevereiro de 2019, Bukele alcançou a presidência com (53,10% do total), obtendo maioria absoluta sem a necessidade de segundo turno. Ele enfrentou o candidato da ARENA, Carlos Calleja, que, concorrendo em coalizão com o Partido da Concertação Nacional, o Partido Democrata Cristão e a Democracia Salvadorenha, alcançou 31,72% dos votos, e o oficial Hugo Martínez, da FMLN, que obteve (14,41%). Esse resultado marcou o fim aos trinta anos de bipartidarismo; Ao saber de sua vitória nas eleições, Bukele declarou:
"Hoje El Salvador virou a página do pós-guerra e agora podemos começar a olhar para o futuro."— Bukele, Nayib
O TSE lhe entregou as credenciais de presidente eleito em ato solene ocorrido no dia 15 de fevereiro daquele ano.
Em 7 de março de 2019, ele enfrentou um julgamento por difamação no qual se desculpou com Eugenio Chicas, um ex-porta-voz do Governo, por acusá-lo de estuprar um menor e concordou em pagar 50 mil dólares, metade do que ele exigia. O caso remonta a outubro de 2017, quando o então prefeito de San Salvador disse em um programa matinal de televisão que Chicas havia mantido "relações com sua filha adotiva", uma menor, e de se casar com ela para "evitar a prisão", acusações que a própria esposa do ex-funcionário negou em um vídeo postado em suas redes sociais. Chicas processou Bukele e atrelou suas críticas à liderança da FMLN e por um suposto ataque ao então administrador Xóchitl Marchelli, que também denunciou Bukele. Em relação a este último caso, embora Marchelli tenha retirado a denúncia em outubro de 2018, a Lei Especial Abrangente para uma Vida Livre de Violência para Mulheres não permite a conciliação entre as partes, então o processo continuou por se tratar de “transcendência pública”. Em 29 de março de 2019, um juízo especializado absolveu Bukele por considerar inexistente o crime imputado pelo Ministério Público.
Em 2 de maio de 2019, por meio de sua conta no Twitter, passou a nomear seus futuros ministros de governo três meses após sua vitória eleitoral, pois sua equipe de transição buscava pessoas sem um "passado sombrio" e evitando a "reciclagem de funcionários", o que recebeu críticas de alguns setores. Ele também anunciou que o processo de transição presidencial seria de 27 a 31 de maio. Para a inauguração, a Assembleia Legislativa aprovou uma verba especial de um milhão de dólares, enquanto a delegação distrital 1 da prefeitura da capital autorizou a solenidade na praça cívica Capitão General Gerardo Barrios, localizada no centro histórico de San Salvador.

## Posições políticas

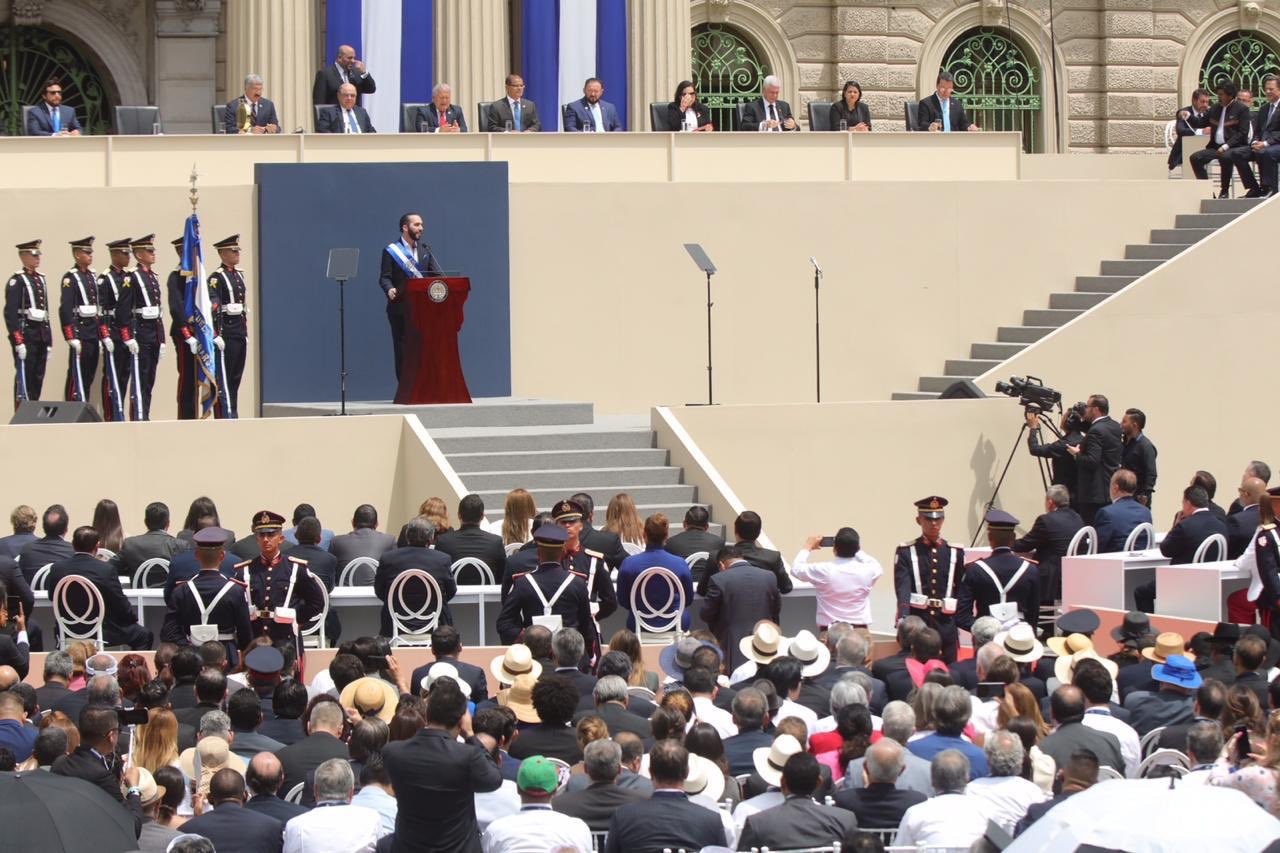
Bukele em seu discurso de posse (2019)

Bukele é visto como um político millennial muito popular, embora tenha sido criticado por não ter posições políticas específicas ou por não querer participar de debates com outros candidatos presidenciais, bem como por acusações de praticar o "populismo antissistema".  Bukele também enfrenta críticas por algumas de suas decisões e declarações, especialmente de organizações internacionais e de direitos humanos.
Outros críticos expressaram preocupação com a maneira particular como ele usa as redes sociais para responder aos seus detratores. Sobre isso, Bukele se opôs ao projeto de lei contra o “uso de perfis falsos em redes sociais, jornais e revistas digitais sem responsáveis”, no qual são propostas penas de 4 a 8 anos de prisão.
Identificou-se como "esquerda radical" quando era prefeito de Nuevo Cuscatlán, desde 2017 expressa suas diferenças com os dirigentes da FMLN e da ARENA, a quem acusou de serem "corruptos", especialmente o ex-presidente Mauricio Funes, fugitivo da justiça salvadorenha atualmente em asilo na Nicarágua. A liderança da FMLN respondeu que Bukele prega uma "falsa esquerda", porque ele é "da direita" e utiliza o "populismo, o uso de recursos de propaganda e marketing para confundir". Bukele considera os presidentes da Venezuela (Nicolás Maduro), Nicarágua (Daniel Ortega) e Honduras (Juan Orlando Hernández) como ditadores. Ele também adotou um discurso de reaproximação com o Governo dos Estados Unidos.
Ele também criticou o rompimento das relações com a República da China (Taiwan) para estabelecê-las com a República Popular da China em 2018. Ele propôs a criação de uma "comissão internacional contra a impunidade e a corrupção" (Cicies) para investigar supostas irregularidades da administração pública.

### Bitcoin
No dia 9 de julho de 2021, a Assembleia Legislativa de El Salvador aprovou o projeto de lei chamado “Lei Bitcoin” encaminhado por Nayib Bukele, que estabelece o bitcoin como moeda de curso legal no país. A notícia é um marco no mundo das criptomoedas, mesmo que o país não seja o mais relevante para o sistema financeiro. Contudo, a decisão possui seus entraves e é vista com preocupação pelo Fundo Monetário Internacional (FMI).
Posteriormente, anunciou durante discurso no dia 24 de junho de 2021 que dará US$ 30 em Bitcoin para cidadãos que utilizarem a carteira digital de criptomoedas oficial do governo, chamada “Chivo”. A iniciativa faz parte do programa de adoção da Lei do Bitcoin, que entra em vigor em 7 de setembro de 2021 e estabelece que qualquer negócio no país deve encontrar maneiras de receber e pagar na moeda digital. O objetivo é incentivar e promover o uso de criptoativos na economia do país.

“Com o incentivo de US$ 30 em Bitcoin, queremos que a população faça uso desse sistema e do Bitcoin como moeda de uso legal, para ajudar no crescimento econômico do país”.— afirmou Bukele.

### Bukelismo
Alguns jornalistas às vezes se referem às opiniões ou pensamentos políticos de Bukele como "bukelismo". Esse termo também foi adotado por seguidores e meios de comunicação relacionados à sua administração presidencial. O partido político Novas Ideias é considerado parte do "bukelismo", um "fenômeno sociopolítico pós-modernista que rompeu com as metanarrativas do modernismo ideológico". Nos seus estatutos, o partido se descreve como democrático, descentralizado, pluralista, laico e inclusivo; Além disso, estabelece como objetivos a liberdade de mercado, a economia social de mercado e a liberdade de expressão. No entanto, embora o partido afirme ser em grande parte livre de ideologia e servir principalmente como uma plataforma para a coesão em torno de Bukele, as pesquisas de opinião revelam que a população salvadorenha simpatiza com Bukele e não é seguidora exclusiva do Novas Ideias porque não se identifica com nenhum partido político. Segundo Luis Haug, pesquisador da Consultoria Interdiciplinária em Desenvolvimento (CID Gallup), isso explica porque o referido instituto político se beneficia "do fato de o movimento ser 'bukelista' e não baseado em bandeiras", devido ao fato de Bukele ter vencido as eleições de 2019 como candidato da Grande Aliança pela Unidade Nacional e não do Novas Ideias.
Apesar de autoproclamado como "esquerda radical" quando era prefeito de Nuevo Cuscatlán, a posição ideológica de Bukele mudou drasticamente durante seu mandato como prefeito de San Salvador, com ele tendo adotado um estilo pragmático e economicamente liberal. Ele acredita que mais impostos significam menos oportunidades e indica que não é a favor da redução das liberdades econômicas; considera que a pobreza deve ser combatida através de medidas anticorrupção (afirmando que "há dinheiro suficiente quando ninguém rouba") e não através de políticas redistributivas. Bukele e o Novas Ideias rejeitam a comemoração dos Acordos de Paz de Chapultepec, chamando-os de "pacto corrupto", uma "farsa" e "um negócio", devendo o evento centrar-se nas vítimas da guerra civil, que desde 16 de janeiro de 2022 é denominado "Dia Nacional das Vítimas do Conflito Armado". Também ordenou o desmantelamento do "Monumento da Reconciliação", construído pelo governo de Sánchez Cerén e que foi inaugurado em 2017 no 25.º aniversário dos Acordos de Paz. Alguns críticos queixam-se da sua falta de vontade em permitir o acesso aos arquivos militares do período da guerra civil, apesar de se tratar de uma promessa eleitoral, e de não ter procurado garantir justiça restaurativa ou transicional às vítimas do conflito armado, já que em 2020 vetou uma lei nesse sentido por não satisfazer a decisão de inconstitucionalidade de 2016 que aboliu a Lei de Anistia de 1993, sem ter apresentado até agora uma proposta própria.
Ao longo de sua carreira política, Bukele, seu governo, o "bukelismo" e o Novas Ideias foram classificados como populistas de direita.  Analistas de esquerda concluíram que ele faz parte da extrema-direita e que o seu estilo de governo é "antidemocrático", "autoritário", "populista", "militarista", "autocrata" e "fascista", apesar de utilizar um discurso anti-imperialista contra o desacordo frontal da Administração Biden em relação "à concentração de poder da sua liderança e ao desastre econômico que está a causar no país". Também criticam a sua política socioeconômica como "neoliberal" e "pró-oligárquica" ao manter o sistema de pensões privado da década de 1990, as parcerias público-privadas, a aprovação do Bitcoin e a promoção de projetos que afetam o meio ambiente. Também se opõem ao que acusam de poder absoluto do "bukelismo", do controle das instituições, do estilo confrontador, dos discursos de ódio, do roteiro populista, da propaganda excessiva, do papel político das Forças Armadas, da instrumentalização da Polícia Nacional Civil, os ataques à imprensa crítica, a perseguição às organizações sociais e a "tentativa inconstitucional" de reeleição presidencial.
No âmbito social, Bukele expressou sua forte oposição ao direito ao aborto: "Não sou a favor do aborto, no futuro perceberemos que é um grande genocídio"; embora tenha esclarecido que se opõe à prisão de mulheres que sofrem abortos espontâneos fora do hospital. Além disso, ele declarou que é contra à união civil homoafetiva e acredita que o casamento é entre "um homem e uma mulher". Em setembro de 2021, apelou à Assembleia Legislativa para excluir estas questões numa possível reforma constitucional: "Decidi, para que não haja dúvidas, não propor qualquer tipo de reforma a nenhum artigo que tenha a ver com o direito à vida (desde a concepção), com o casamento (mantendo apenas a concepção original, um homem e uma mulher) ou com a eutanásia". Estes comentários foram aplaudidos por José Luis Escobar Alas, arcebispo de San Salvador que defende a ideia de que existe uma "agenda externa" para pressionar a discussão destas questões.
No projeto de reforma constitucional iniciado em 2020 e liderado pelo vice-presidente Félix Ulloa, Bukele pediu que o direito à água, ao ar puro, à educação, à saúde, à moradia, à segurança, ao acesso à Internet, a créditos sem usura, ao salário digno, à pensão justa e à inclusão financeira fossem incorporados como direitos fundamentais. No entanto, algumas destas reformas já tinham sido aprovadas pela Assembleia Legislativa antes de 2021, mas foram imediatamente arquivadas pela legislatura 2021-2024. Embora essa reforma constitucional procure "superar alguns anacronismos", Bukele rejeita tocar em aspectos sociais muito controversos: "[Precisamos] de uma Constituição que nos leve ao futuro, mas mantendo sempre os nossos princípios e a nossa fé em Deus, como o força que guia nossas ações". Alguns estudiosos apontaram este uso da linguagem religiosa como uma arma política para promover o autoritarismo.

### Reeleição
Em 5 de fevereiro de 2024, com 70,25% das urnas apuradas, Bukele foi reeleito para o cargo de presidente com o apoio de 83,14% do eleitorado salvadorenho, ou 1.662.313 votos.

### Política externa
Bukele afirmou em junho de 2019 que seu governo deixaria de reconhecer Nicolás Maduro como o Presidente da Venezuela, passando a reconhecer Juan Guaidó como o legítimo presidente da Venezuela durante a crise presidencial venezuelana. Em 3 de novembro daquele ano, ele expulsou de El Salvador os diplomatas venezuelanos indicados por Maduro. Bukele considera Maduro um Ditador. Bukele rejeitou os resultados da Eleição presidencial venezuelana de 2024 como uma "fraude" ("fraude") e afirmou que não restabeleceria relações com a Venezuela, a menos que houvesse "eleições de verdade" ("elecciones de verdad").
Bukele recusou reconhecer a presidência de Manuel Merino no Peru, em novembro de 2020, qualificando o governo de Merino de "golpista" ("golpista"). Ele e a Assembleia Legislativa denunciaram os resultados da Eleição geral nicaraguense de 2021, considerados fraudulentos por diversos governos. El Salvador absteve-se de votar em resoluções críticas à Nicarágua na Organização dos Estados Americanos desde 2022, com o governo de Bukele citando a não injerência ("no injerencia") como justificativa. Em 2024, El Salvador foi o único país a abster-se em uma resolução da OEA que condenava o Ecuador por invadir a embaixada mexicana em Quito para prender o ex-vice-presidente equatoriano Jorge Glas.
Em fevereiro de 2022, Bukele acusou o presidente dos Estados Unidos, Joe Biden, de "dar alarme falso" (referência a crying wolf) sobre uma Invasão russa à Ucrânia. Bukele não comentou sobre a invasão quando ela se iniciou ainda naquele mês, optando por publicar no Twitter sobre bitcoin e títulos. Ao longo de 2022, El Salvador absteve-se de votar em resoluções da Organização das Nações Unidas que condenavam a invasão russa à Ucrânia. Bukele condenou os Ataques de 7 de outubro, descrevendo o Hamas como "feras selvagens" que "não representam os Palestinos", comparando o grupo à MS-13. Ele tuítou que "a melhor coisa que poderia acontecer ao povo palestino seria o desaparecimento completo do Hamas".
Em março de 2024, Bukele ofereceu enviar uma missão ao Haiti para "resolver" a guerra de gangues do país com o apoio do Conselho de Segurança das Nações Unidas. Em outubro de 2024, El Salvador concordou em fornecer soldados para realizar patrulhas de rua e vigilância aérea para a Missão Multinacional de Apoio à Segurança no Haiti, Os primeiros soldados salvadorenhos chegaram a Porto Príncipe em 3 de janeiro de 2025.

#### Relações com os Estados Unidos

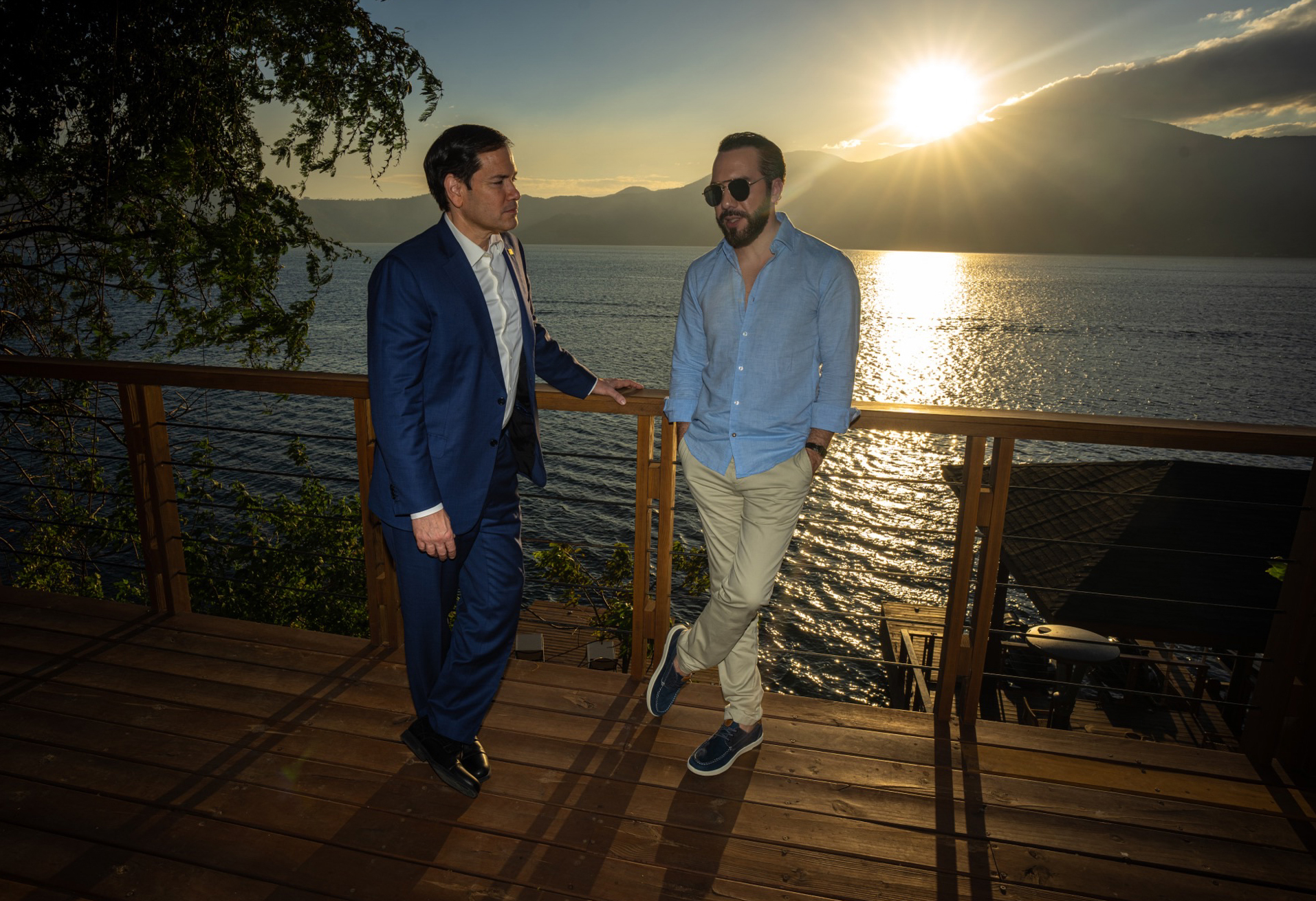
Bukele e o Secretário de Estado dos EUA Marco Rubio em fevereiro de 2025

Durante a reunião de Bukele com Trump, em setembro de 2019, o presidente salvadorenho instou Trump a promover a migração legal como forma de combater a Imigração ilegal para os Estados Unidos e de manter a política de Status de Proteção Temporária para os salvadorenhos que vivem nos Estados Unidos. No mês seguinte, Bukele confirmou que os Estados Unidos manteriam o TPS para os salvadorenhos. Em fevereiro de 2021, Biden recusou-se a se encontrar com Bukele, que chegou de surpresa a Washington, D.C., para tal reunião. Bukele não compareceu à 9ª Cúpula das Américas em junho de 2022, devido à frustração com as alegações de corrupção e abusos de direitos humanos atribuídos por parte do governo dos EUA.
Alguns membros do Partido Democrata dos Estados Unidos têm sido críticos do governo de Bukele, enquanto integrantes do Partido Republicano dos Estados Unidos o apoiam e defendem suas políticas. Bukele e Norma Torres, membro do Congresso dos EUA representando o 35º distrito congressional, protagonizaram uma discussão no Twitter, em abril de 2021, sobre imigração ilegal na fronteira sul dos Estados Unidos. Em novembro de 2022, Torres acusou Bukele de interferir na eleição do 35º distrito congressional daquele mês, ao endossar o candidato republicano Mike Cargile. Em janeiro de 2024, quatorze membros democratas do Congresso enviaram uma carta a Biden denunciando as ações "autoritárias" de Bukele. Enquanto isso, congressistas republicanos como Tom Cotton, Matt Gaetz e Marco Rubio elogiaram as políticas de Bukele no combate ao crime.
A segunda administração de Donald Trump considera Bukele um aliado importante para mitigar a migração da América Central para os Estados Unidos. Em fevereiro de 2025, Bukele ofereceu ao Secretário de Estado, Rubio, a aceitação de deportados dos Estados Unidos, incluindo prisioneiros americanos condenados "de cidadania americana e residentes legais". Rubio descreveu a oferta como o "acordo migratório mais sem precedentes e extraordinário de qualquer lugar do mundo". Bukele afirmou que esses "criminosos americanos perigosos" seriam encarcerados no CECOT.

##### Acordo com os Estados Unidos para deter deportados estrangeiros
Os Estados Unidos concordaram em pagar a El Salvador US$ 6 milhões para encarcerar 300 supostos membros da gangue venezuelana Tren de Aragua. O Ministério das Relações Exteriores de El Salvador confirmou que havia um acordo de 1 ano, com possibilidade de extensão a longo prazo. De acordo com documentos obtidos pela AP, El Salvador receberia US$ 20.000 por detento, totalizando cerca de US$ 6 milhões pagos pelos Estados Unidos, com a possibilidade de pagamentos adicionais de até US$ 15 milhões. Bukele afirmou que os pagamentos contribuiriam para a autossuficiência do sistema prisional, cujo custo anual atinge US$ 200 milhões, e destacou o trabalho prisional como parte do programa "Zero Idleness". O acordo foi assinado entre Bukele e o Secretário de Estado dos EUA, Marco Rubio, durante uma visita oficial à América Central, sendo descrito como "sem precedentes" e envolvendo até mesmo a recepção de cidadãos americanos. Especialistas apontam que o acordo fortalece os laços políticos entre Bukele e Donald Trump, que o elogiou publicamente, e proporciona benefícios diplomáticos ao governo salvadorenho, como o silêncio dos Estados Unidos diante de acusações de violações de direitos humanos durante o prolongado estado de emergência em El Salvador. Organizações como a Human Rights Watch relatam que os deportados estão sendo enviados para um sistema prisional acusado de Tortura, Mortes sob custódia e Prisões arbitrárias, retratando o Cecot como um "Guantánamo da América Central."

#### Relações com a China

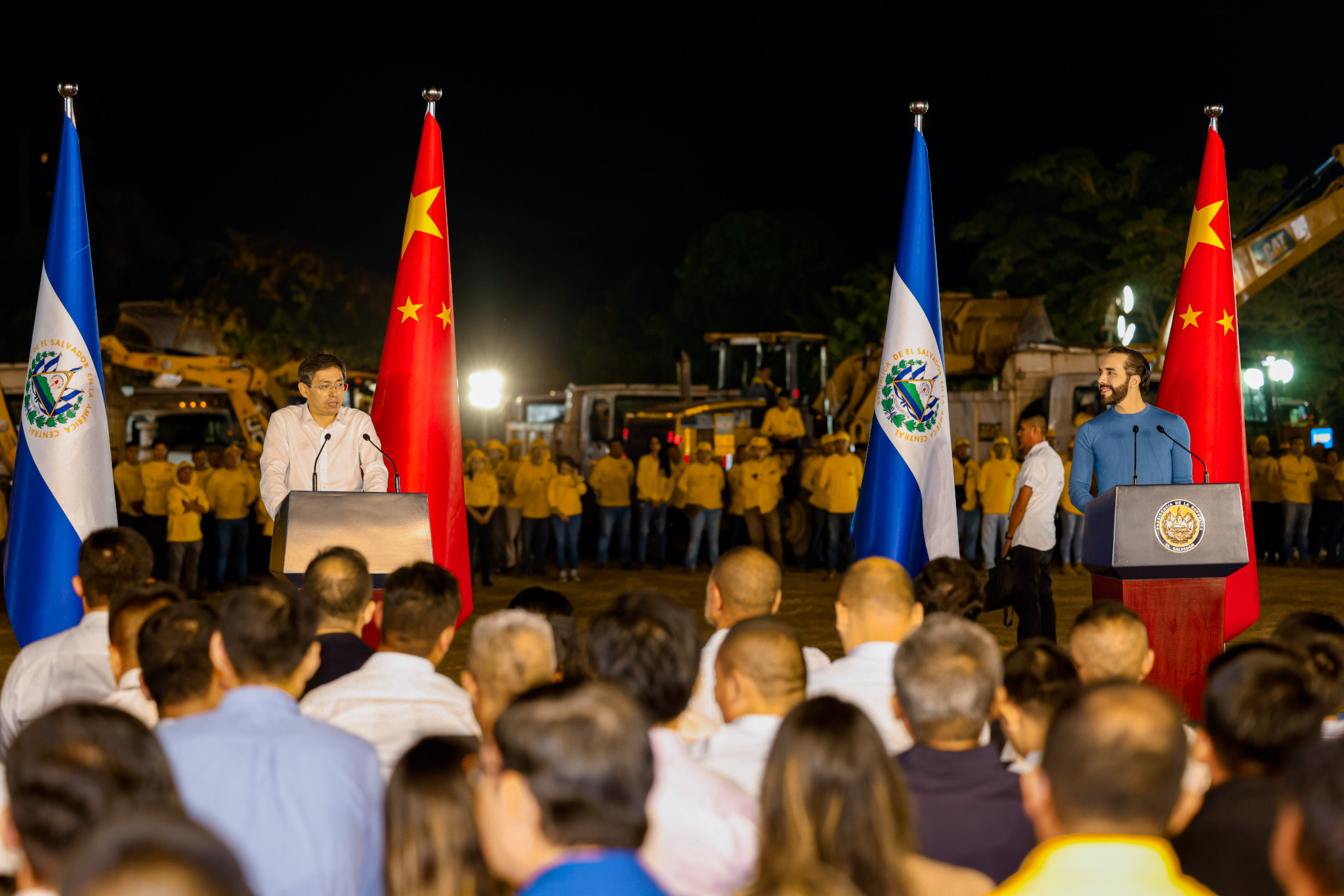
Bukele com o embaixador chinês Zhang Yanhui no início da construção do Estádio Nacional de El Salvador em novembro de 2023

Em 2018, El Salvador rompeu relações diplomáticas com Taiwan e passou a reconhecer a República Popular da China como o governo legítimo da China. Isso levou Bukele e os Estados Unidos a acusarem a China de interferir na política salvadorenha e latino-americana. Apesar das críticas de Bukele à China antes de assumir a presidência, o vice-presidente Félix Ulloa afirmou, em maio de 2019, que o governo de Bukele não restabeleceria relações diplomáticas com Taiwan. Em dezembro de 2019, Bukele se encontrou com o presidente chinês Xi Jinping em Pequim e assinou um acordo de infraestrutura "gigantesco" com a China por um valor não divulgado. El Salvador e a China cooperaram em projetos de infraestrutura no país, como a Biblioteca Nacional de El Salvador (concluída em novembro de 2023) e o Estádio Nacional de El Salvador (cuja construção teve início em novembro de 2023).
Em novembro de 2022, Bukele anunciou que El Salvador e a China haviam iniciado negociações para um acordo de livre comércio. A China doou fertilizante e farinha de trigo a El Salvador e, segundo um funcionário do governo salvadorenho, ofereceu-se para comprar a dívida externa de títulos do país. Bukele afirmou que um acordo de livre comércio com a China era "muito importante" porque El Salvador estava "isolado do potencial" da força econômica chinesa.

## Vida pessoal

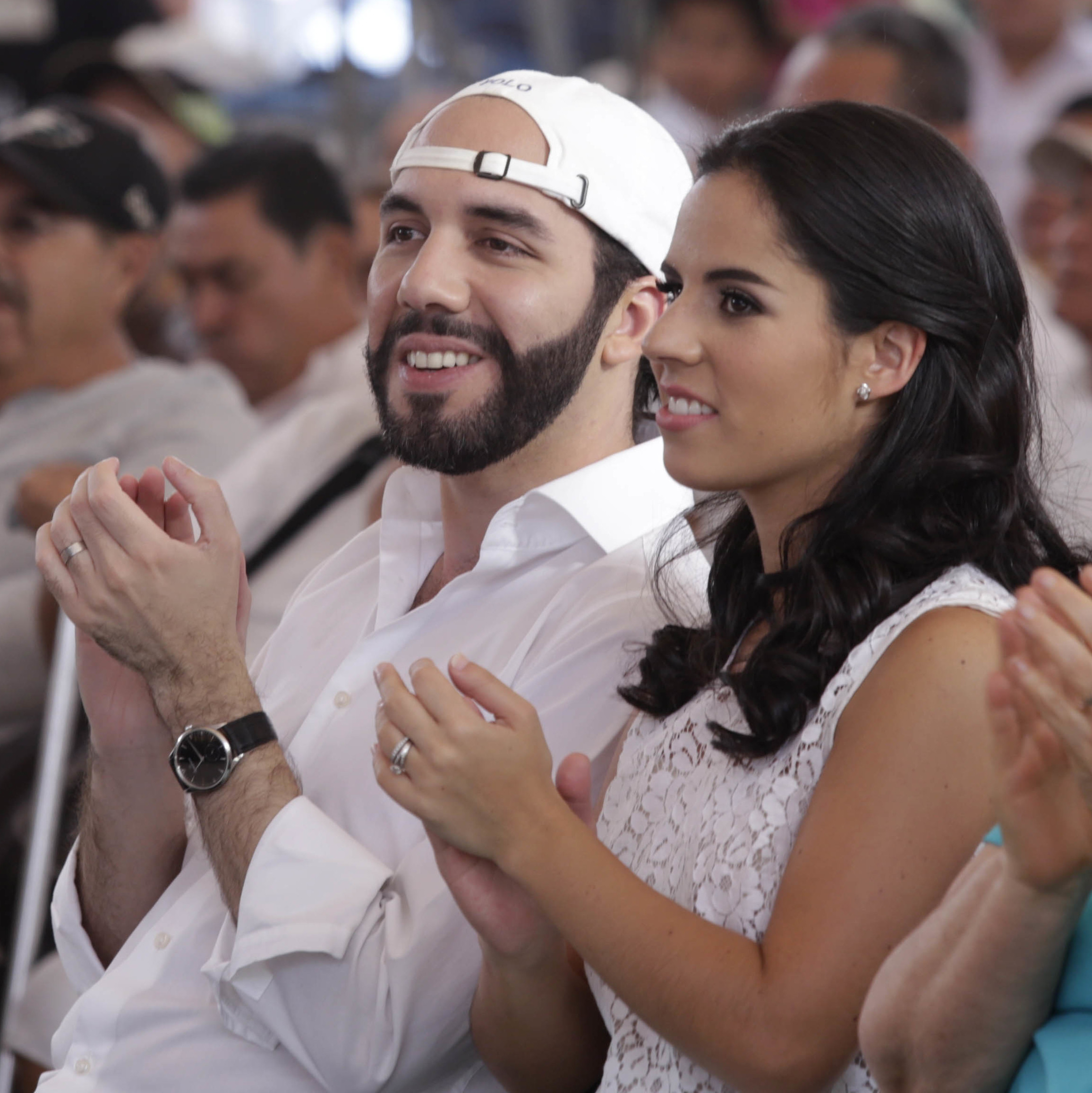
Bukele junto com sua esposa Gabriela Rodríguez em 2016

Bukele é filho de Olga Ortez e do empresário salvadorenho, intelectual e líder religioso Armando Bukele Kattán (16 de dezembro de 1944 - 30 de novembro de 2015), fundador da primeira mesquita de El Salvador. Ele tem três irmãos mais novos, Karim, Ibrajim e Yusef Bukele Ortez.
Casou-se com Gabriela Rodríguez em dezembro de 2014, com quem mantém relacionamento há mais de dez anos. A primeira filha do casal nasceu em agosto de 2019, que se chamava Layla.
As crenças religiosas de Bukele foram um assunto polêmico na eleição presidencial de 2019, especialmente devido à divulgação de fotos que o mostram orando em uma mesquita na Cidade do México. Bukele declarou publicamente que sua família é católica e que, embora seu pai e outros parentes sejam muçulmanos convertidos, ele não acredita "em liturgias, em religiões", embora acredite em Jesus. Ele também mantém uma postura socialmente conservadora quanto à união civil homoafetiva e ao direito ao aborto.
Em fevereiro de 2018, em visita a Jerusalém para a 32ª Conferência Internacional de Prefeitos, Bukele disse que o avô de sua esposa era um judeu sefardita.